# FM Towns
FM Towns (comúnmente conocido bajo las siglas FM-Towns, FM TOWNS, o FM-TOWNS) es una variante japonesa de un PC, construido por Fujitsu desde febrero de 1989 hasta el verano de 1997. Comenzó como una variante propietaria de un PC orientada a aplicaciones multimedia y juegos de computadora, pero más tarde se volvió más compatible con los PC normales. En 1993, se lanzó FM Towns Marty, una consola de juegos compatible con los juegos de FM Towns.
El nombre "FM Towns" procede del nombre en clave que se asignó al proyecto mientras estaba en desarrollo; fue escogido como un homenaje a Charles Hard Townes, uno de los ganadores del Premio Nobel de Física de 1964, siguiendo una costumbre por aquel entonces de Fujitsu de nombrar sus productos de PC con nombres de ganadores del Premio Nobel. La e en "Townes" fue eliminada cuando el sistema entró en producción para hacer más clara su pronunciación, y se añadió "FM" como abreviación de "Fujitsu Micro".

## Detalles
Se construyeron diversas variantes; el primer sistema se basó en un procesador Intel 80386DX funcionando a una velocidad de reloj de 16 MHz, con la opción de añadir una FPU 80387 y uno o dos megabytes de RAM (hasta un máximo posible de 6 MB), una o dos unidades de disquete de 3.5 y una unidad CD-ROM de velocidad simple. Fue lanzado con un gamepad, un ratón de ordenador y un micrófono.
El sistema operativo usado fue un SO gráfico de nombre Town OS, basado en MS-DOS y el Phar Lap DOS extender (RUN386.EXE). Muchos juegos fueron programados en modo protegido ensamblador y C usando Phar Lap DOS extender. Estos juegos normalmente utilizaban Town OS API (TBIOS) para manejar varios modos gráficos, sprites, sonidos, ratón, mandos de juego y CD-Audio.
Se incluyó en la ROM del sistema un sistema DOS mínimo que permitió acceder a la unidad de CD-ROM; esto, junto con la decisión de Fujitsu de únicamente cobrar una licencia mínima para la inclusión de versiones reducidas de Towns OS en los CD-ROM de los juegos, permitió a los desarrolladores de juegos hacer juegos que arrancasen directamente desde el CD-ROM sin necesidad de un disco de arranque o un disco duro.
Se han realizado versiones para diversas distribuciones de Linux, incluyendo Debian y Gentoo.

## Gráficos
FM Towns conseguía mostrar modos de vídeo desde 320x240 hasta 640x480, con 16 a 32.768 colores simultáneos de 4.096 a 16.7 millones posibles (dependiendo del modo de vídeo); muchos de estos modos de vídeo tenían dos páginas de memoria, lo que permitió el uso de hasta 1024 sprites de 16x16 píxeles cada uno. También contó con una ROM empotrada para mostrar caracteres Kanji.
Una característica única del sistema FM Towns era la habilidad de combinar varios modos de vídeo; por ejemplo, el modo de vídeo de 320x240 con 32.768 colores podía ser combinado con un modo de 640x480 usando 16 colores, lo que permitió a los juegos emplear gráficos con muchos colores y texto Kanji de alta resolución.

## Sonido
El sistema FM Towns era capaz de reproducir CD de audio normales y también permitía el uso de ocho voces PCM y seis canales FM, gracias al Ricoh RF5C68 y los chipsets Yamaha YM2612, respectivamente.